# Copa Mundial Juvenil IFAF 2018
La Copa Mundial Juvenil de Fútbol Americano de la IFAF de 2018 se llevara a cabo en la Ciudad de México. Los partidios de esta Copa Mundial enfrentarán a los jugadores menores de 19 años. Los partidos se desarrollaron en el  Estadio Olímpico Universitario y en el estadio de prácticas Roberto Tapatio Mendez.

## Calendario de juegos
| Fecha                            | Hora  | Equipo             | Equipo         |
| 14 de julio                      | 10:00 | Estados Unidos (2) | Australia (5)  |
| 14 de julio                      | 12:30 | México (3)         | Japón (4)      |
| 14 de julio                      | 15:00 | Canadá (1)         | Suecia (6)     |
| 18 de julio                      | 10:00 | Suecia             | Australia      |
| 18 de julio                      | 12:30 | Canadá             | Japón          |
| 18 de julio                      | 15:00 | México             | Estados Unidos |
| 22 de julio Partido por 5º Lugar | 10:00 | Japón              | Australia      |
| 22 de julio Partido por 3º Lugar | 12:30 | Estados Unidos     | Suecia         |
| 22 de julio Final                | 15:00 | Canadá             | México         |

- Negritas indican al ganador